# Národní park Shenandoah
Národní park Shenandoah (anglicky: Shenandoah National Park) je americký národní park, nacházející se v části pohoří Blue Ridge Mountains ve státě Virginie. Park je svým tvarem dlouhý a úzký a ze západní strany jej ohraničuje řeka Shenandoah a z východní strany pohoří Virginia Piedmont. I když mezi významné prvky parku patří scénická silnice Skyline Drive, je téměř 40 % parku, tj. 332,04 km2, klasifikováno jako divočina a zařazeno do systému National Wilderness Preservation System. Nejvyšším vrcholem parku je hora Hawksbill o výšce 1235 m n. m.
Park poskytuje četné zázemí pro turisty. Na jeho území se nachází řada kempů, z nichž většina je otevřena během dubna až října/listopadu. Kromě kempů se v parku rovněž nachází tři lesní chaty. Součástí parku je řada turistických tras a jednou z jeho atraktivit jsou četné vodopády, z nichž nejvyšší dosahuje výšky 28 metrů.

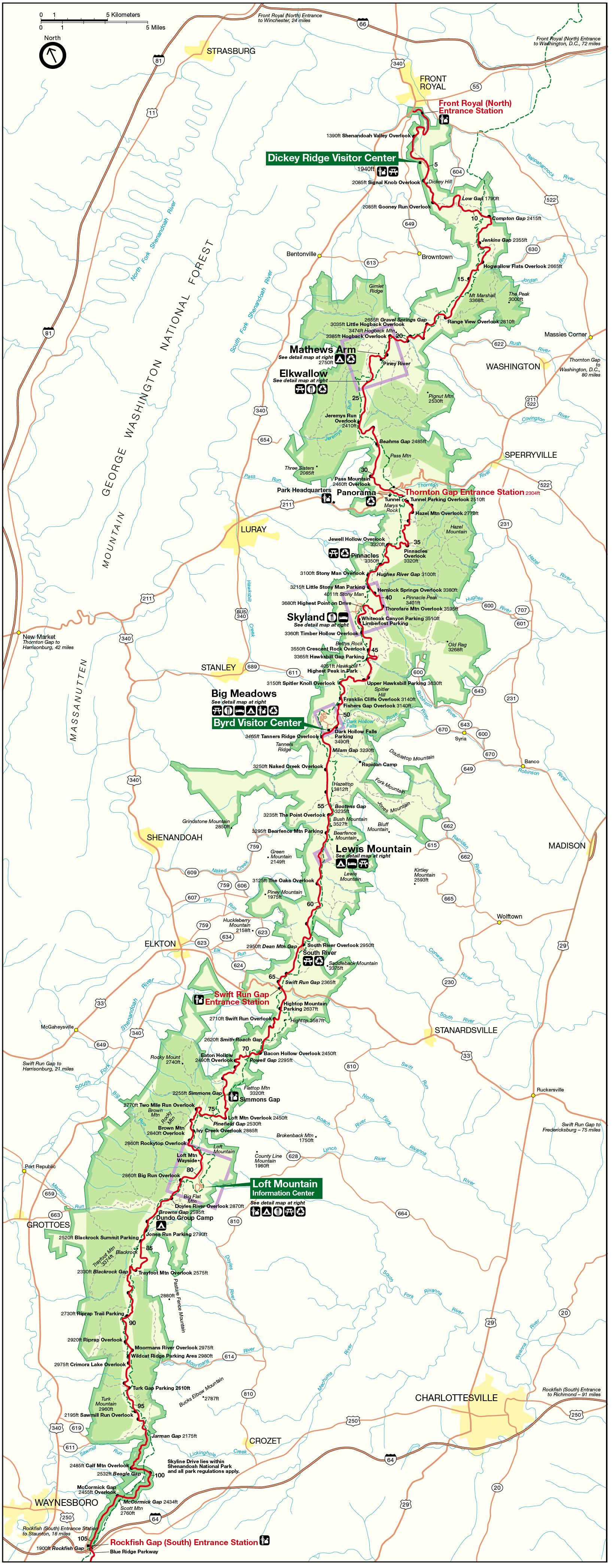
Podrobná mapa parku
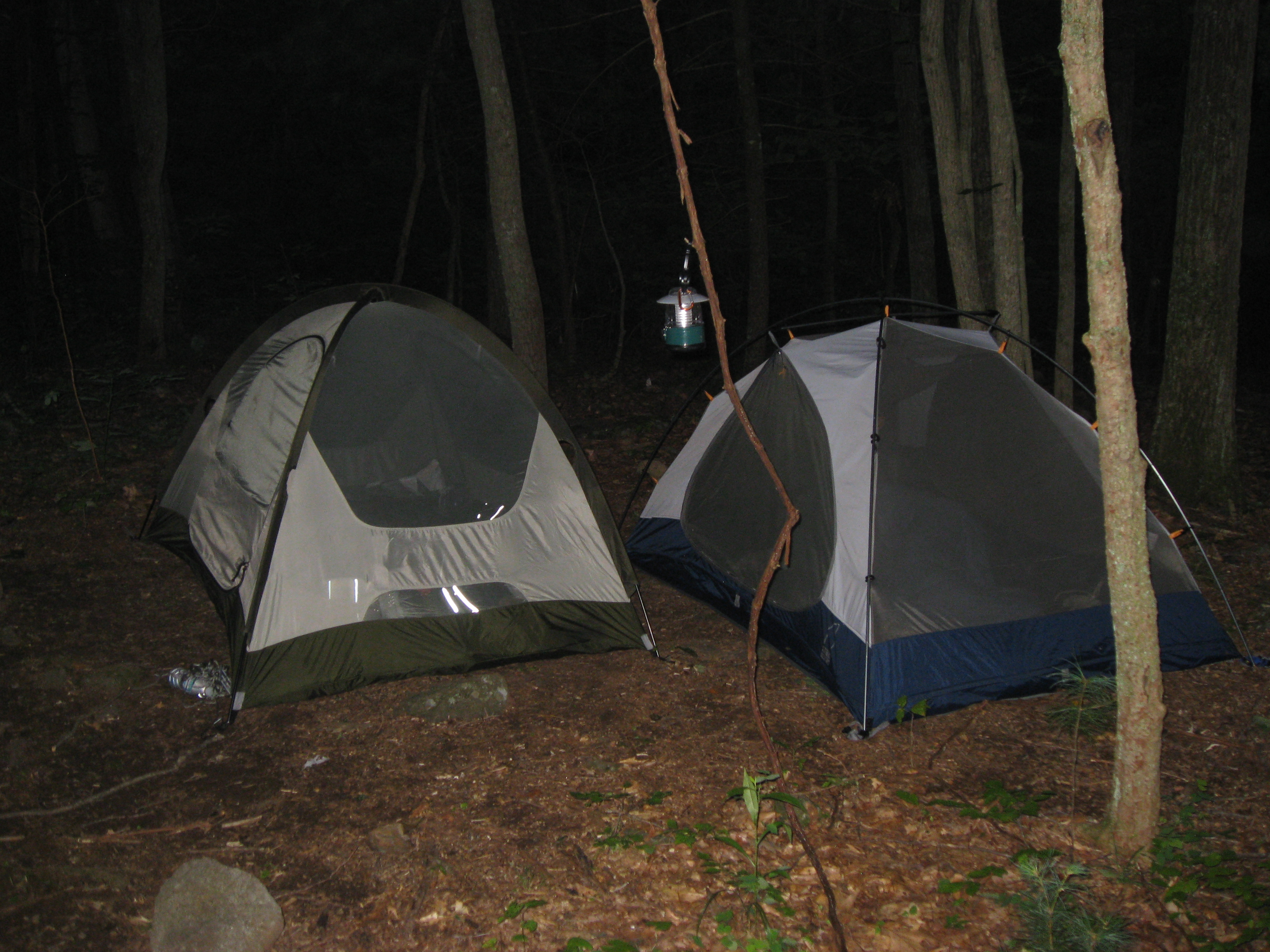
Stany v jednom z kempů
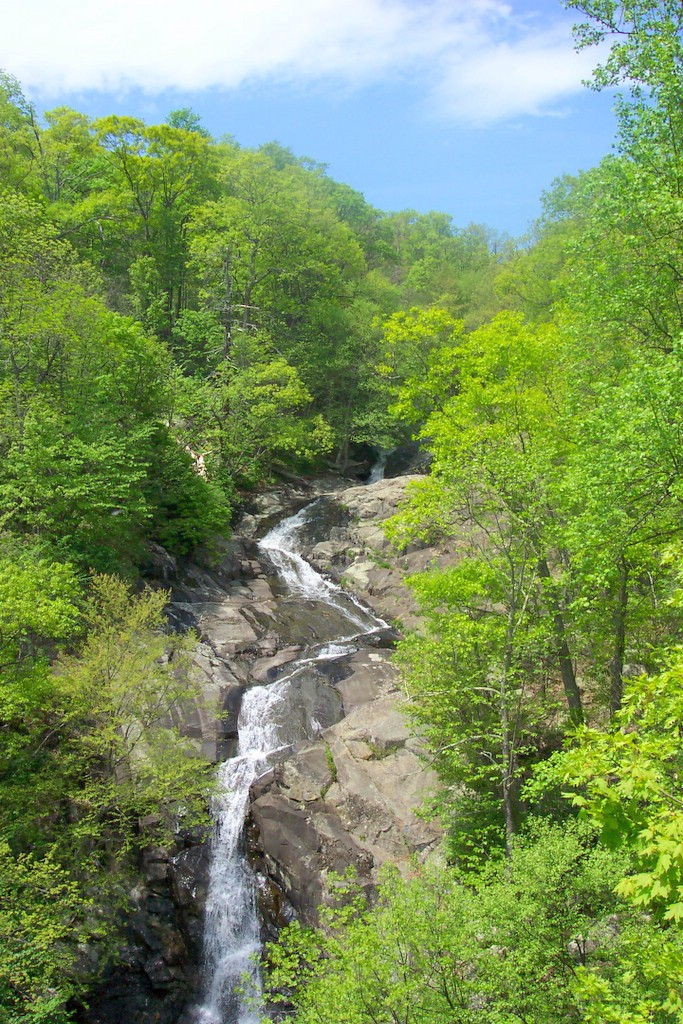
Vodopád White Oak Canyon